# カリフォルニアクローム
カリフォルニアクローム（California Chrome、2011年2月18日 - ）はアメリカ合衆国の競走馬・種牡馬。
主な勝ち鞍は2014年のサンタアニタダービー、ケンタッキーダービー、プリークネスステークス、ハリウッドダービー、2016年のドバイワールドカップ、パシフィッククラシック、オーサムアゲインステークス。
2014年・2016年のエクリプス賞年度代表馬。

## 経歴
2011年2月に、カリフォルニア州で生まれる。母馬は8,000ドル、種付け料は2,000ドルであったという。ペリー・マーティンとスティーヴ・コバーンの共同生産馬。なお、コバーンは所持していた同馬の所有権30%を2015年後半にテイラーメイドファームに売却したため、馬主名はCalifornia Chrome, LLC名義に変更になった。アメリカのアート・シャーマン厩舎に所属、またクルーミーと呼ばれる熱狂的なファンがいる。
2013年4月にデビュー。当初は勝ったり負けたりが続いたが6戦目で出遅れて敗退したところで猛烈なゲート訓練を実施。ゲート難を克服し、ジョッキーもベテランのエスピノーザに乗り替わったところ圧倒的な内容で4連勝し、大本命として迎えたケンタッキーダービーを快勝した。カリフォルニア産馬としては、1962年のDecidedly 以来のケンタッキーダービー制覇であった。 その後プリークネスステークスも制してカリフォルニア産馬史上初の2冠を達成したが、3冠制覇を目指したベルモントステークスでは4着に終わった。ゲートが開いた直後外枠の馬に蹄の付け根を蹴られて負傷したのも敗因の1つとしてあげられている。蹄の回復後2戦目のBCクラシックは勝馬からクビ差の3着に敗退。しかし11月のハリウッドダービーでは見事勝ちきった。2014年にダートと芝のG1を勝ったのは同馬だけであり、ケンタッキーダービー勝ち馬が同年に芝のG1を勝ったのはあのセクレタリアト以来で史上2頭目になる。これにより後半はやや失速したものの見事エクリプス賞で全米年度代表馬と全米3歳牡馬チャンピオンを獲得する。
2015年は復帰戦のG2を2着した後ドバイワールドカップに遠征して2着。その後ロイヤルアスコット開催のプリンスオブウェールズステークスを目指すがレース前日に蹄から熱が出たため回避、6月に帰国後アーリントンミリオンステークスを目指すもX線検査で砲骨に損傷が見られたため結局この年は全休になってしまった。その為、鞍上が同じエスピノーザである同年の米国三冠馬アメリカンファラオとは、同馬が年内で引退した事もあり対戦する機会はなかった。
2016年にドバイワールドカップを再度遠征してレース中に鞍ずれがあったものの優勝し、帰国後は連戦連勝を続けていたが、ブリーダーズカップ・クラシックでは、3番手以下を10馬身近く引き離したデットヒートの末、アロゲートに半馬身差敗れた。その後12月のウィンターチャレンジステークスに出走。中団の外を追走すると3〜4コーナーで捲って、直線でも持ったままで後続を突き放して12馬身差の楽勝となった。
年が明け、引退レースとなった2017年1月28日のペガサスワールドカップに出走するも9着に敗れた。引退後はテイラーメイドファームで種牡馬入りし、アメリカでの種付けシーズン終了後には、チリでシャトル供用されることも発表された。
2019年11月19日、株式会社ジェイエスより2020年シーズンより北海道新ひだか町のアロースタッドにて繋養されることが発表された。

## 競走成績
| 出走日      | 競馬場                 | 競走名                              | 格       | 頭数 | 人気 | 着順 | 騎手           | 距離                  | タイム  | 着差       | 1着（2着）馬         |
| ----------- | ---------------------- | ----------------------------------- | -------- | ---- | ---- | ---- | -------------- | --------------------- | ------- | ---------- | -------------------- |
| 2013.04.26  | ハリウッドパーク       | 未勝利                              |          | 9    | 5人  | 2着  | A.デルガド     | AW4 1/2f              | -       | 1馬身      | Time for a Hug       |
| 0000.05.17  | ハリウッドパーク       | 未勝利                              |          | 9    | 1人  | 1着  | A.デルガド     | AW4 1/2f              | 52.42   | 2 3/4馬身  | （Charisma Code）    |
| 0000.06.15  | ハリウッドパーク       | ウィラードLプロクター記念S          |          | 9    | 2人  | 5着  | L.サエズ       | AW5 1/2f              | -       | 7 1/4馬身  | Kobe's Back          |
| 0000.07.31  | デルマー               | グラデュエーションS                 |          | 7    | 5人  | 1着  | C.ナカタニ     | AW5 1/2f              | 1:03.48 | 2 3/4馬身  | （Moving Desert）    |
| 0000.09.4   | デルマー               | デルマーフューチュリティS           | G1       | 11   | 3人  | 6着  | A.デルガド     | AW7f                  | -       | 2馬身      | Tamarando            |
| 0000.011.1  | サンタアニタ           | ゴールデンステートジュヴェナイルS   |          | 9    | 3人  | 6着  | A.デルガド     | ダート8f              | -       | 3馬身      | Better Bet           |
| 0000.012.22 | ハリウッドパーク       | キンググローリアスS                 |          | 10   | 1人  | 1着  | V.エスピノーザ | AW7f                  | 1:22.12 | 6 1/4馬身  | （Life Is a Joy）    |
| 2014.01.25  | サンタアニタ           | カリフォルニアCダービー             |          | 10   | 2人  | 1着  | V.エスピノーザ | ダート8 1/2f          | 1:43.22 | 5 1/2馬身  | （Tamarando）        |
| 0000.03.8   | サンタアニタ           | サンフェリペS                       | G2       | 7    | 1人  | 1着  | V.エスピノーザ | ダート8 1/2f          | 1:40.59 | 7 1/4馬身  | （Midnight Hawk）    |
| 0000.04.5   | サンタアニタ           | サンタアニタダービー                | G1       | 8    | 1人  | 1着  | V.エスピノーザ | ダート9f              | 1:47.52 | 5 1/4馬身  | （Hoppertunity）     |
| 0000.05.3   | チャーチルダウンズ     | ケンタッキーダービー                | G1       | 19   | 1人  | 1着  | V.エスピノーザ | ダート10f             | 2:03.66 | 1 3/4馬身  | （Commanding Curve） |
| 0000.05.17  | ピムリコ               | プリークネスS                       | G1       | 10   | 1人  | 1着  | V.エスピノーザ | ダート9 1/2f          | 1:54.84 | 1 1/2馬身  | （Ride On Curlin）   |
| 0000.06.07  | ベルモントパーク       | ベルモントS                         | G1       | 11   | 1人  | 4着  | V.エスピノーザ | ダート12f             | -       | -          | Tonalist             |
| 0000.09.20  | パークス               | ペンシルベニアダービー              | G2       | 8    | 1人  | 6着  | V.エスピノーザ | ダート9f              | -       | -          | Bayern               |
| 0000.011.1  | サンタアニタ           | BCクラシック                        | G1       | 14   | 2人  | 3着  | V.エスピノーザ | ダート10f             | 1:59.88 | -          | Bayern               |
| 0000.011.29 | デルマー               | ハリウッドダービー                  | G1       | 6    | 1人  | 1着  | V.エスピノーザ | 芝9f                  | 1:47.88 | 2馬身      | （Lexie Lou）        |
| 2015.02.7   | サンタアニタ           | サンアントニオS                     | G2       | 8    | 2人  | 2着  | V.エスピノーザ | ダート9f              | -       | 1 1/2馬身  | Shared Belief        |
| 0000.03.28  | メイダン               | ドバイワールドC                     | G1       | 9    | 1人  | 2着  | V.エスピノーザ | 2000m（ドバイ式表記） | 2.03.24 | 2 3/4馬身  | Prince Bishop        |
| 2016.01.9   | サンタアニタ           | サンパスカルS                       | G2       | 7    | 1人  | 1着  | V.エスピノーザ | ダート8 1/2f          | 1.43.39 | 1 1/4馬身  | （Imperative）       |
| 0000.02.25  | メイダン               | Trans Gulf Electromechanical Trophy | Handicap | 8    | 1人  | 1着  | V.エスピノーザ | 2000m（ドバイ式表記） | 2.04.24 | 2馬身      | （Storm Belt）       |
| 0000.03.26  | メイダン               | ドバイワールドC                     | G1       | 12   | 1人  | 1着  | V.エスピノーザ | 2000m（ドバイ式表記） | 2.01.83 | 3 3/4馬身  | （Mubtaahiji）       |
| 0000.07.23  | デルマー               | サンディエゴH                       | G2       | 5    | 1人  | 1着  | V.エスピノーザ | ダート8 1/2f          | 1.40.84 | 1/2馬身    | （Dortmund）         |
| 0000.08.20  | デルマー               | パシフィッククラシックS             | G1       | 9    | 1人  | 1着  | V.エスピノーザ | ダート10f             | 2.00.13 | 5馬身      | （Beholder）         |
| 0000.010.1  | サンタアニタ           | オーサムアゲインS                   | G1       | 5    | 1人  | 1着  | V.エスピノーザ | ダート9f              | 1:48.07 | 2 1/2馬身  | （Dortmund）         |
| 0000.011.6  | サンタアニタ           | BCクラシック                        | G1       | 9    | 1人  | 2着  | V.エスピノーザ | ダート10f             | -       | 1/2馬身    | Arrogate             |
| 0000.012.17 | ロスアラミトス         | ウィンターチャレンジS               |          | 10   | 1人  | 1着  | V.エスピノーザ | ダート8 1/2f          | 1.40.03 | 12馬身     | （Point Piper）      |
| 2017.01.28  | ガルフストリームパーク | ペガサスワールドC                   | G1       | 12   | 2人  | 9着  | V.エスピノーザ | ダート9f              | -       | 29 1/2馬身 | Arrogate             |

## 種牡馬成績
2021年9月19日、中山3Rでネフィリムが1着となり、JRAでの産駒初勝利となった。なお、当馬は国外で種付けされた母馬が日本への輸入後に誕生した内国産馬（いわゆる持込馬）である。
日本への種牡馬導入は2020年であり、初年度産駒のデビューは2023年となる。

### 主な産駒
※外国馬はGI級競走勝ち馬のみ記載
- 2019年産
  - クロミウム（Chromium）- 2022年ドスミルギニー
- 2020年産
  - カビールカーン（Kabirkhan） - 2024年マクトゥームチャレンジ
- 2021年産
  - ワイドラトゥール - 2025年愛知杯
- 2022年産
  - イイデマイヒメ - 2024年サッポロクラシックカップ

## 血統表
| カリフォルニアクロームの血統（ シアトルスルー系/ Mr Prospector 4×3=18.75%、 Numbered Account 4×4=12.5%） | カリフォルニアクロームの血統（ シアトルスルー系/ Mr Prospector 4×3=18.75%、 Numbered Account 4×4=12.5%） | カリフォルニアクロームの血統（ シアトルスルー系/ Mr Prospector 4×3=18.75%、 Numbered Account 4×4=12.5%） | （血統表の出典）       | （血統表の出典） |
| 父 Lucky Pulpit 2001                                                                                     | 父の父Pulpit 1994                                                                                        | A.P. Indy                                                                                                | Seattle Slew           | Seattle Slew     |
| 父 Lucky Pulpit 2001                                                                                     | 父の父Pulpit 1994                                                                                        | A.P. Indy                                                                                                | Weekend Surprise       |                  |
| 父 Lucky Pulpit 2001                                                                                     | 父の父Pulpit 1994                                                                                        | Preach                                                                                                   | Mr Prospector          | Mr Prospector    |
| 父 Lucky Pulpit 2001                                                                                     | 父の父Pulpit 1994                                                                                        | Preach                                                                                                   | Narrate                |                  |
| 父 Lucky Pulpit 2001                                                                                     | 父の母Lucky Soph 1992                                                                                    | Cozzene                                                                                                  | Caro                   | Caro             |
| 父 Lucky Pulpit 2001                                                                                     | 父の母Lucky Soph 1992                                                                                    | Cozzene                                                                                                  | Ride The Trails        |                  |
| 父 Lucky Pulpit 2001                                                                                     | 父の母Lucky Soph 1992                                                                                    | Lucky Spell                                                                                              | Lucky Mel              | Lucky Mel        |
| 父 Lucky Pulpit 2001                                                                                     | 父の母Lucky Soph 1992                                                                                    | Lucky Spell                                                                                              | Incantation            |                  |
| 母 Love The Chase 2006                                                                                   | 母の父Not For Love 1993                                                                                  | Mr. Prospector                                                                                           | Raise A Native         | Raise A Native   |
| 母 Love The Chase 2006                                                                                   | 母の父Not For Love 1993                                                                                  | Mr. Prospector                                                                                           | Gold Digger            |                  |
| 母 Love The Chase 2006                                                                                   | 母の父Not For Love 1993                                                                                  | Dance Number                                                                                             | Northern Dancer        | Northern Dancer  |
| 母 Love The Chase 2006                                                                                   | 母の父Not For Love 1993                                                                                  | Dance Number                                                                                             | Numbered Account       |                  |
| 母 Love The Chase 2006                                                                                   | 母の母Chase It Down 1992                                                                                 | Polish Numbers                                                                                           | Danzig                 | Danzig           |
| 母 Love The Chase 2006                                                                                   | 母の母Chase It Down 1992                                                                                 | Polish Numbers                                                                                           | Numbered Account       |                  |
| 母 Love The Chase 2006                                                                                   | 母の母Chase It Down 1992                                                                                 | Chase The Dream                                                                                          | Sir Ivor               | Sir Ivor         |
| 母 Love The Chase 2006                                                                                   | 母の母Chase It Down 1992                                                                                 | Chase The Dream                                                                                          | La Belle Fleur F-No.A4 |                  |

### 血統背景
父ラッキープルピットは現役時代22戦3勝。重賞勝ちは無しでサンタカタリナS（米G2）での二着が最高。G1はサンタアニタダービーで7着に入ったのが唯一の出走。カリフォルニアクローム以外にはこれといった活躍馬はいないが、カリフォルニアクロームの活躍でカリフォルニア州のリーディングサイアーに3度なっている。
母Love the Chaseは現役時代6戦1勝。牝系の近親に特に活躍馬は無し。母父Not For Loveは全兄にリズムがおり、現役時代29戦6勝。重賞勝ちは無し。種牡馬として数頭の重賞勝ち馬を出しているがG1勝ち馬は無し。母父としてはカリフォルニアクローム以外に2013年のプリンセスルーニーハンデキャップ（当時G1、現在はG2）を制したStarship Truffles（父ゴーストザッパー）を出している。